# Avió embarcat

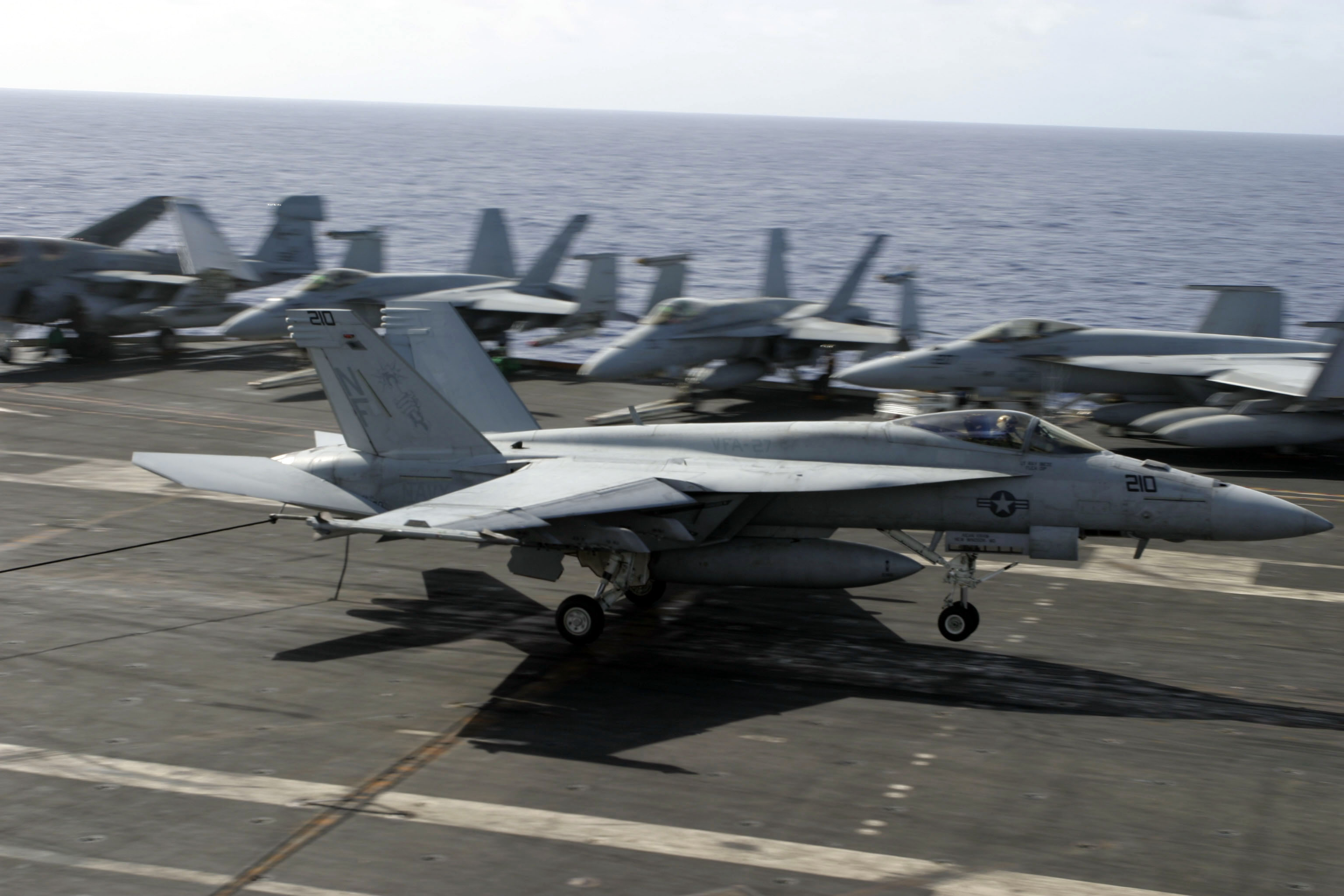
Un Boeing F/A-18 Super Hornet nord-americà parem al portaavions USS Kitty Hawk (CV 63) mitjançant sistema CATOBAR el 2006.

Un  avió embarcat  és el que ha estat dissenyat específicament per operar des de portaavions. Els avions embarcats han de tenir una relativa forta resistència per a suportar les exigents operacions realitzades en els vaixells que els transporten. Han de ser capaços d'enlairar-se en una curta distància i ser prou robustos i flexibles per poder realitzar brusques parades a la coberta de llançament; normalment disposen de mecanismes de plegat d'ales que permeten emmagatzemar un nombre més gran d'ells en els hangars situats sota la coberta dels portaavions. Aquests avions són dissenyats per a múltiples propòsits incloent tasques de combat aire-aire, atac a superfície, atac a submarins, recerca i rescat, transport de material, observació meteorològica, comandament i control, i reconeixement.

## Tipus moderns
Els avions embarcats moderns són fabricats a partir de tres grans tipus diferents d'operació en el portaavions segons les necessitats dels seus usuaris. Els avions embarcats moderns són més pesants que la variant de base en terra, per tenir instal·lat un tren d'aterratge més alt, resistent i pesant, les ales esteses i els mecanismes per retreure les ales, han de transportar una càrrega limitada d'armes i combustible per poder-se enlairar des de la coberta d'un portaavions i poden rebre reabastiment aeri de combustible en vol per augmentar el seu abast.
Tenen unes millors prestacions de vol a mitjana i baixa alçada, on l'aire és més dens, humit i pesant, per poder efectuar amb èxit les operacions d'acostament a la coberta de vol del portaavions, estan dissenyats amb grans elevadors, estabilitzadors horitzontals, ales avançades, frens d'aire a les ales, i un sistema de programari de vol, que li permet al pilot tenir major control de l'aeronau en el moment de l'aterratge sobre la coberta del portaavions, considerada la maniobra més difícil d'aconseguir per un pilot d'avió de combat.
El pilot de l'avió embarcat necessita un entrenament especial per assolir aquesta maniobra, diverses hores d'entrenament de vol, missions d'acostament "touch and go" sobre la pista del portaavions, fins i tot durant la navegació d'altres portaavions de països amics davant de la costa del país, això s'aconsegueix volant sobre el portaavions i tocant la pista amb el ganxo de frenat, però sense aturar la velocitat de l'aeronau, que fa un contacte complet amb el portaavions i s'enlaira novament, amb el motor en màxima potència, mentre que els operadors del portaavions, qualifiquen la maniobra del pilot segons la posició de contacte de l'aeronau amb la pista.
Els avions embarcats tenen uns requisits únics, i per això el seu disseny sol tenir major resistència, provocant un major pes, el qual pot reduir algunes prestacions com ara la seva velocitat de punta, l'autonomia i la capacitat de càrrega d'armes o combustible. La majoria dels dissenys d'avions embarcats són lleugers, de velocitat subsònica i curt abast, encara que s'han fabricat grans avions embarcats de velocitat supersònica i llarg abast, com el famós caça bimotor i doble cabina Grumman F-14 Tomcat, per a operacions de vigilància naval en l'oceà Pacífic enfront del Japó i Corea del Sud durant la Guerra Freda, i per defensar l'esquadra naval, Hawaii i la costa de Califòrnia, i estan fabricats a partir de tres grans tipus diferents d'operació en el portaavions segons les necessitats dels seus usuaris:

### CATOBAR

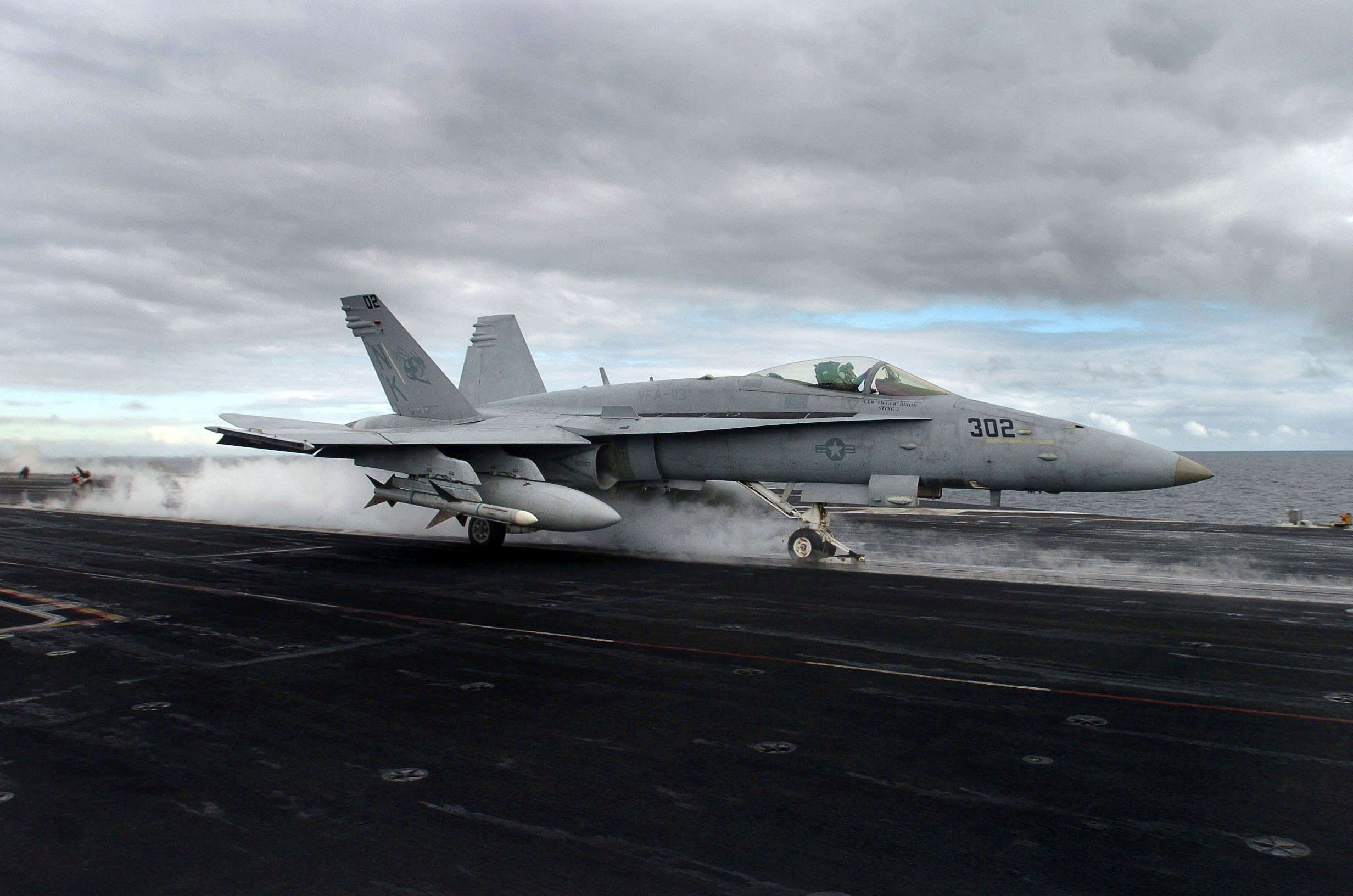
El F/A-18 Hornet en un enlairament assistit per catapulta.

L' enlairament assistit per catapulta, però recobrament mitjançant detenció  (CATOBAR) és un sistema usat per al llançament i recuperació d'avions des de la coberta d'un portaavions. Sota aquesta tècnica, l'avió és llançat utilitzant una catapulta d'enlairament assistit i després l'avió torna al portaavions utilitzant cables d'aturada. Aquest sistema, tot i que és més costós que els mètodes alternatius, proporciona una major flexibilitat en operacions embarcades, ja que permet desplegar els avions a plena càrrega de combat. Només tres països estan utilitzant portaavions amb el sistema CATOBAR; Estats Units té els vaixells classe Nimitz i el USS Enterprise (CVN-65) amb caces bombarders de la sèrie F/A-18, França té el Charles de Gaulle (R 91) amb caces bombarders Dassault Rafale, i Brasil el NAe São Paulo amb avions d'atac A-4 Skyhawk.
L'ús i catapultes no és exclusiu dels avions de combat, també permet llançar avions de majors dimensions. Per exemple l'armada dels Estats Units utilitza aquest sistema amb aeronaus com l'avió d'alerta primerenca aerotransportada Grumman E-2 Hawkeye i l'avió de càrrega C-2 Greyhound.

### STOVL

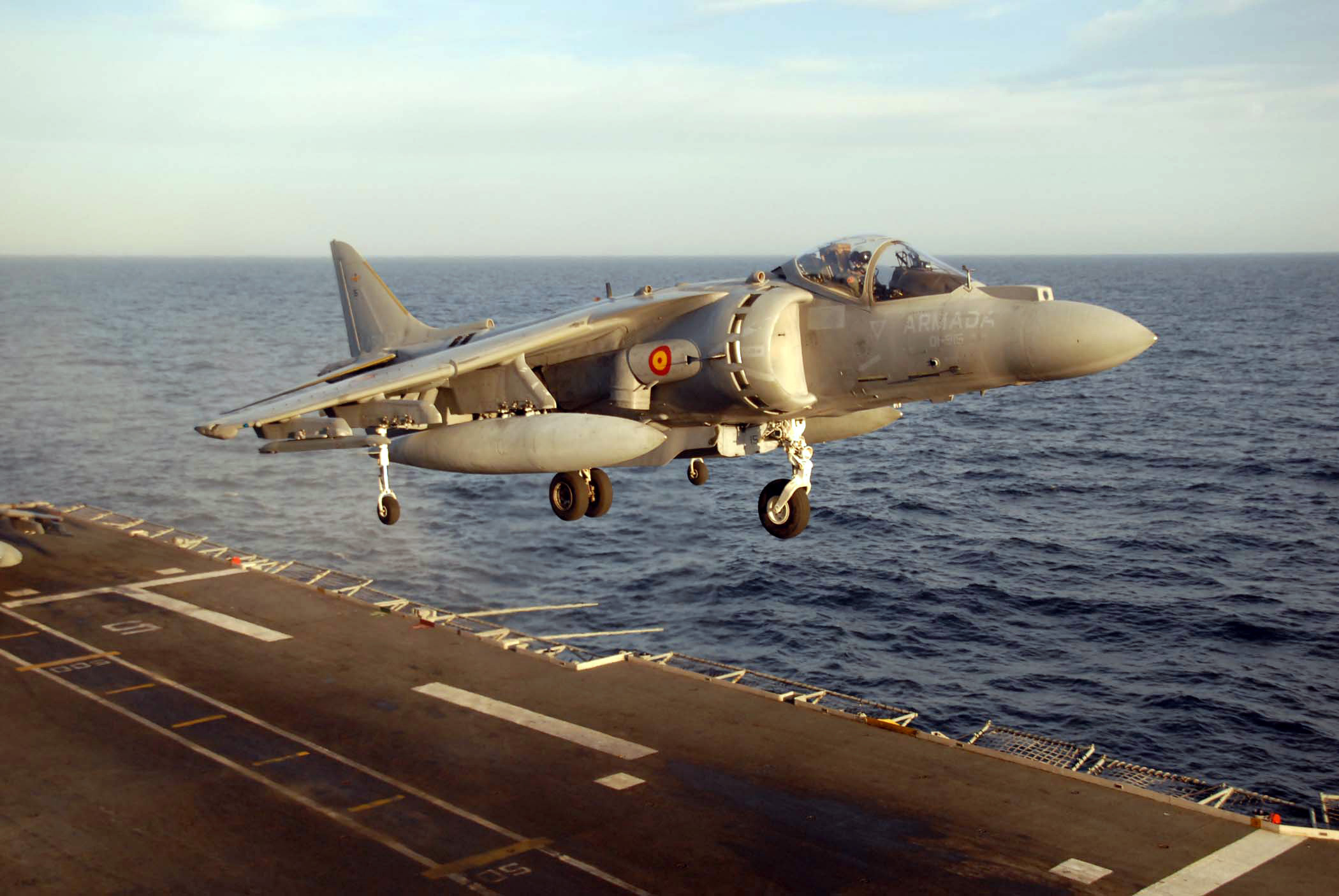
Un AV-8B Harrier II de l'Armada Espanyola realitzant un aterratje vertical en el portaavions Príncipe de Asturias el 2007.

L ' enlairament curt i aterratge vertical  (STOVL) sol ser utilitzat en portaavions que disposen de rampes  ski-jump , en lloc de sistemes de catapulta. Es tendeix a fer servir el mètode STOVL perquè permet als avions portar una major càrrega en comparació amb l'ús VTOL, mentre que només requereix una pista curta. L'exemple més famós és probablement el Hawker Siddeley Harrier britànic, que encara que tècnicament és un avió VTOL, operacionalment s'utilitza com STOVL per aprofitar el pes extra permès amb aquesta opció per portar més combustible i armament. El mateix es pot dir del nou F-35B Lightning II, que va demostrar la seva capacitat VTOL en els vols de prova però que serà utilitzat com a avió STOVL.

### Stobo

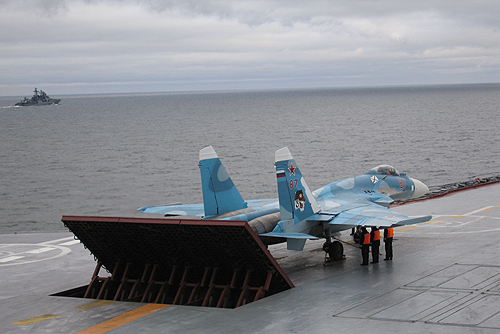
El Su-33 és un exemple d'avió Stobo.

L ' enlairament curt per recobrament mitjançant detenció  (Stobo) és un sistema emprat per llançar i recuperar avions des de la coberta d'un portaavions que combina elements dels sistemes STOVL i CATOBAR. L'avió és llançat mitjançant la seva pròpia potència usant una rampa ski-jump per assistir a l'enlairament (en lloc d'utilitzar catapulta), però a diferència dels avions STOVL, també requereix cables de parada per aturar els avions. El portaavions de l'Armada Russa Almirall Kuznetsov utilitza el mètode Stobo per operar amb els seus Su-33. Índia també utilitzarà aquest mètode en el seu portaavions INS Vikramaditya i el futur Vikrant amb els avions de combat MiG-29K.

## Avions embarcats actualment en servei
- Douglas A-4 Skyhawk

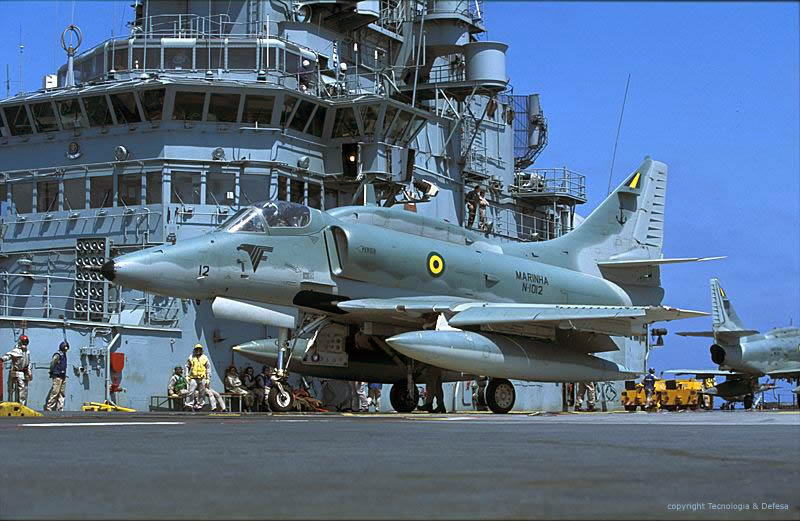
AF-1 Skyhawk (A-4KU) a bord del portaavions NAe São Paulo (A-12).

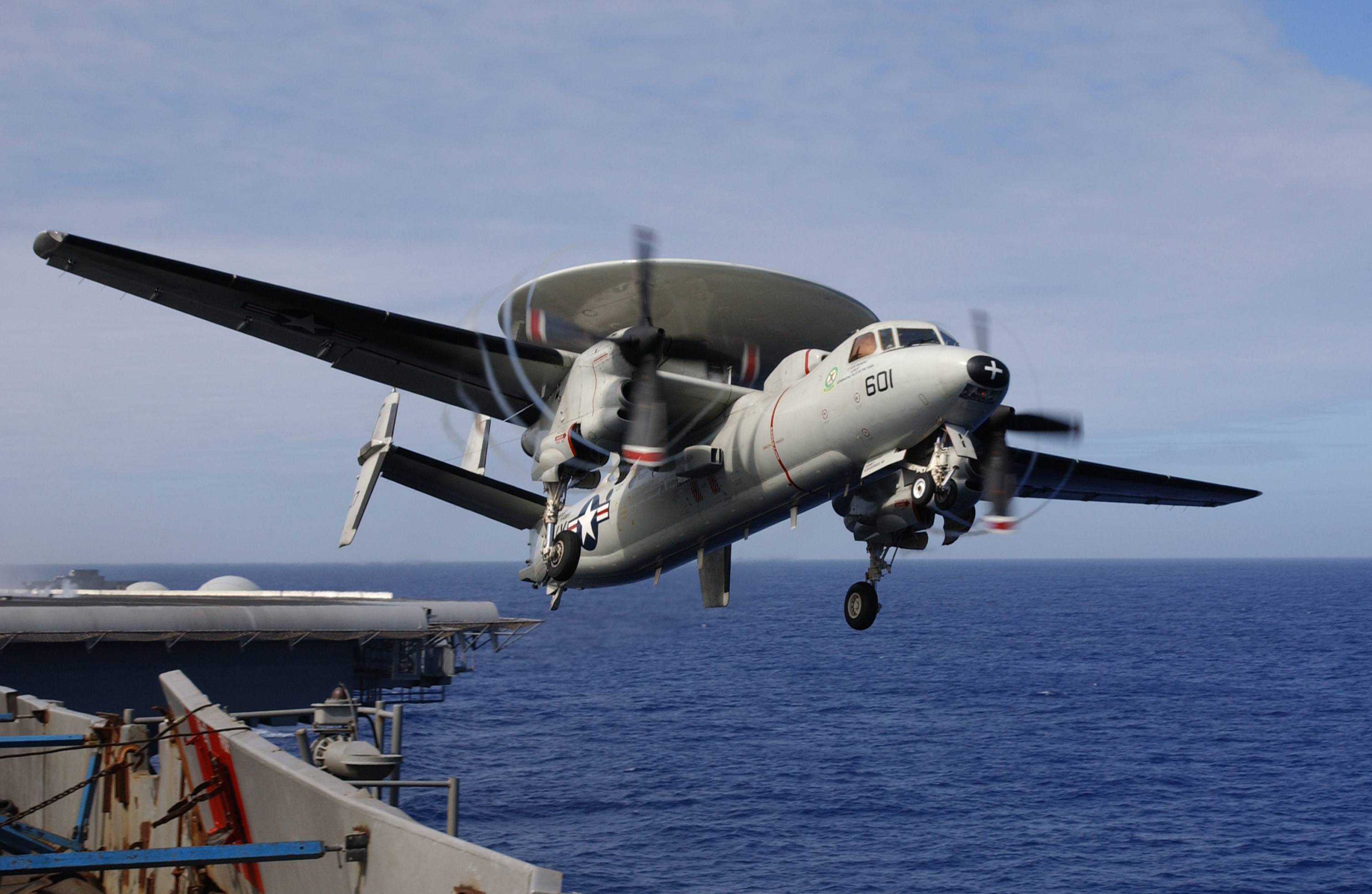
Grumman E-2 Hawkeye sortint des del USS Kitty Hawk (CV 63).

- McDonnell Douglas AV-8B Harrier II
- Grumman C-2 Greyhound
- Grumman E-2 Hawkeye
- Grumman EA-6B Prowler
- Boeing EA-18G Growler
- McDonnell Douglas F/A-18 Hornet
- Boeing F/A-18 Super Hornet
- Lockheed Martin F-35 Lightning II (només les versions B i C)
- Dassault-Breguet Super Étendard
- Dassault Rafale
- Hawker Siddeley AV-8S Harrier
- BAE Harrier II
- BAE Sea Harrier
- Mikoian MiG-29K
- Sukhoi Su-25UTG/UBP
- Sukhoi Su-33